# Генрих Гаспарян
Генрих Гаспарян, извън Армения повече известен с русифицираната си фамилия Каспарян, е арменски съветски шахматист, шахматен композитор (гросмайстор) и съдия по шахматна композиция. Нареждан е сред най-великите композитори на етюди.
Гаспарян играе като активен шахматист. Шампион е на Армения 10 пъти (включително 2 пъти с бъдещия световен шампион Тигран Петросян). Достига до 4 финала на Съветското първенство по шахмат, където най-доброто му постижение е 10-о място.
През 1956 г. е обявен за заслужил майстор на спорта в СССР.
Гаспарян е най-вече известен с шахматните си композиции. Първо започва да работи върху всякакви жанрове шахматни задачи, но скоро открива, че най-силната му област са етюдите. Написва няколко книги и колекции и композира около 300 задачи, които печелят 40 първи места. Спечелва на няколко пъти първенството по шахматна композиция на СССР.
|  | Тази страница частично или изцяло представлява превод на страницата Genrikh Gasparyan в Уикипедия на английски. Оригиналният текст, както и този превод, са защитени от Лиценза „Криейтив Комънс – Признание – Споделяне на споделеното“, а за съдържание, създадено преди юни 2009 година – от Лиценза за свободна документация на ГНУ. Прегледайте историята на редакциите на оригиналната страница, както и на преводната страница, за да видите списъка на съавторите. ВАЖНО: Този шаблон се отнася единствено до авторските права върху съдържанието на статията. Добавянето му не отменя изискването да се посочват конкретни източници на твърденията, които да бъдат благонадеждни. |